# Будинок купця Немеця (Кременчук)
Будинок купця Немеця — історична будівля початку XX століття у місті Кременчук (Полтавська область, Україна). Будівля є пам'ятником архітектури міста, нині у ньому розташовується шкірно-венерологічний диспансер.

## Історія
У 1878 році кременчуцький промисловець Ісаак Гершкович Немець побудував на Веселій вулиці (нині — вулиця 1905 року) паровий млин, який згодом перетворився на найбільше у місті борошномельне товариство «І. Немець і Сини». Тут на початку XX століття серед перших у галузі було побудовано шестиповерховий паровий млин високого помелу, заснований на вертикальній технології. Товариство виробляло борошна на 1,5 млн рублів на рік, в основному продукція відправлялася по Дніпру до Вітебської губернії (нині — Білорусь). На млині працювало близько 100 осіб. Пізніше на базі товариства виникло «Південно-Російське борошномельної і лісопильної справи акціонерне товариство», у якому було зайнято понад 200 робочих. Окрім промисловості, Немеці також володіли Катерининським театром, який розміщувався на нинішній вулиці Гагаріна.
У 1901 році поряд з млином на вулиці Веселій побудовано особняк одного з синів, Б. Немеця, прикрашений чавунним мереживом. Повз будинок по вулиці Веселій проходив третій маршрут Кременчуцького трамваю, згодом скасований у роки радянсько-німецької війна. У радянські роки млин Немеця перетворено в державний і включено в трест «Союзхліб». За кількістю робочих, обсягами зерна, що переробляється і виробленою продукцією млин посідав перше місце по Україні, переробляючи щодоби 12 тис. пудів пшениці і 6 тис. пудів жита. Після жовтневої революції 1917 року було націоналізоване підприємство, а невдовзі і будинок. Про долю колишніх власників відомостей нема. У Книзі Пам’яті України (том 6, Полтава, 1998) записані шестеро кременчужан із прізвищем Німець, які загинули на фронтах Другої світової війни, але чи мали вони відношення до згадуваної родини – невідомо. Після повені 1931 року, яка сприяло поширенню туберкульозу, у відремонтованому будинку Немеця відкритий дитячий нічний санаторій на 40 ліжок.
Особняк уцілів під час Другої світової війни, коли була знищена велика частина міської забудови. У ньому розмістили шкірно-венерологічний диспансер. Станом на 2016 рік, будівлю включено до списку пам'ятників архітектури Кременчука.

## Опис
Будівля прямокутна, витягнута в глибину від червоної лінії забудови вулиці  (головний фасад удвічі коротший від бокових фасадів).
На головному фасаді чотири віконних прорізи і вхідні двері, зміщені вліво. Дверний проріз відзначений стовпами з декором. Стіна увінчана складно профільованим карнизом, фризом і декоративно оформленим аттиком. Вздовж парапету покрівлі йде фігурна чавунна решітка.
Над головним входом  улаштований двосхилий піддашок на металевих кронштейнах. За бажанням господаря, в центрі піддашка в металеве коване мереживо вплетені його ініціали російською мовою «БИН» (Беня Исаакович Немец) та дата спорудження «1901», які читаються дуже добре.
Будівля цегляна, потинькована, пофарбована. Фундамент бутовий.

## Галерея

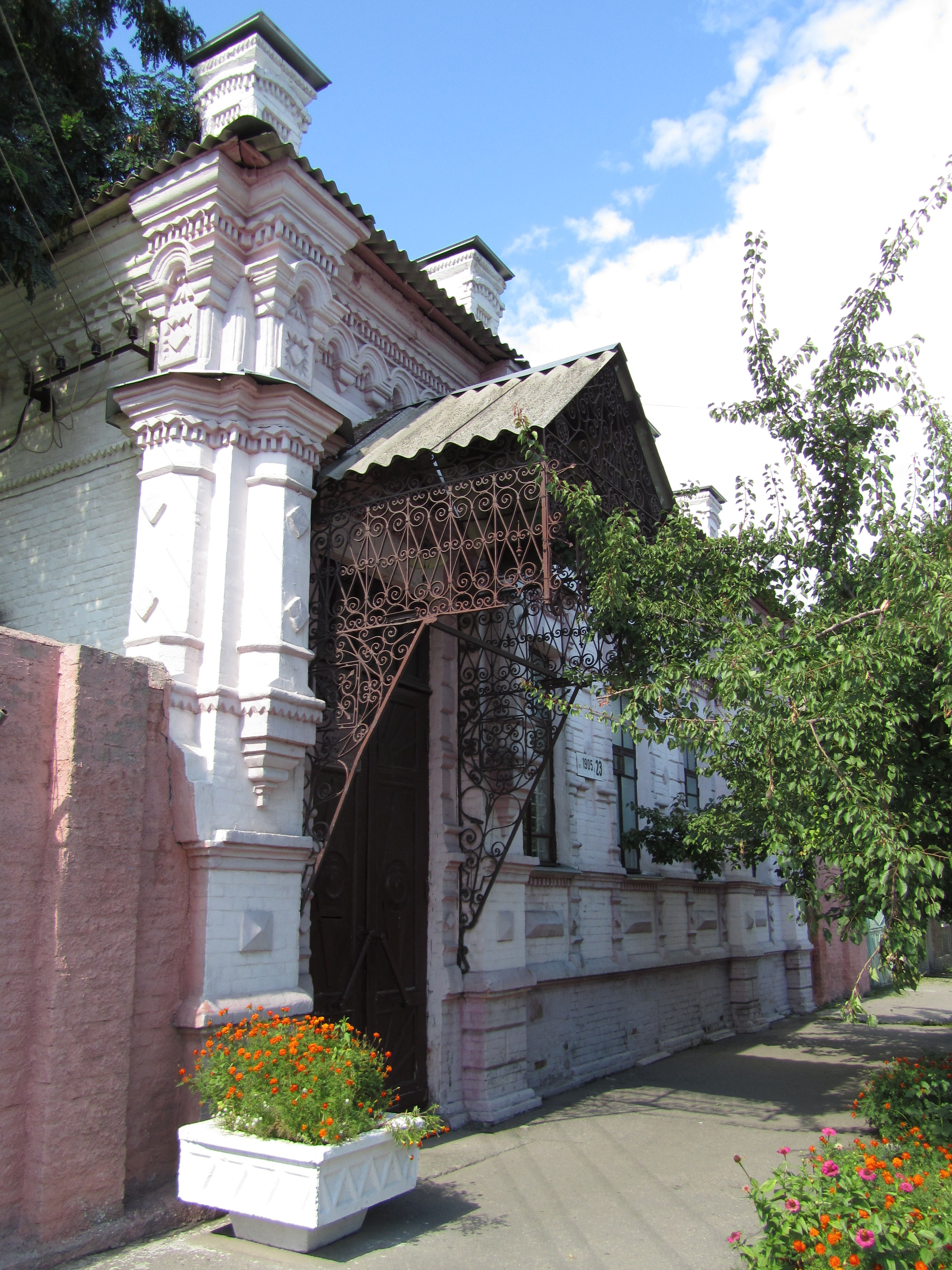
Ґанок
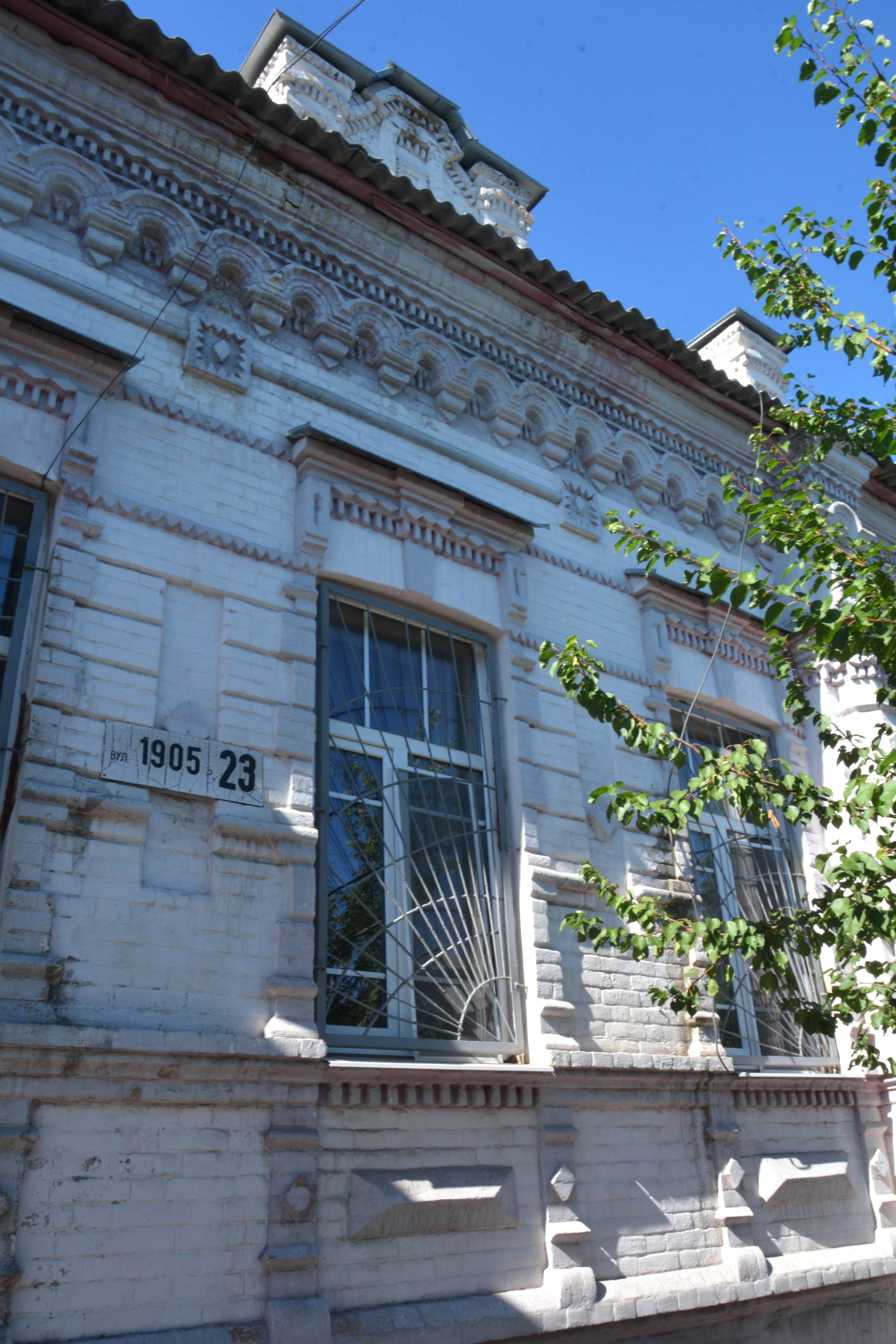
Зовнішнє оздоблення